# Gl 656
Gl 656 (HD 154577) je hvězda spektrálního typu K2.5Vk:, nacházející se v jižním souhvězdí Oltáře. Jedná se o hvězdu s vysokým vlastním pohybem a na základě roční paralaxy posunu 73,41 mas. Je vzdálená přibližně 44 světelných let od Slunce. Hvězda je příliš slabá na to, aby byla snadno viditelná pouhým okem, s vizuální jasností kolem 7,4 magnitudy. Pohybuje se od Slunce s radiální rychlostí +9 km/s.
Gl 656 má přibližně 68 % hmotnosti a průměru Slunce. Její účinná teplota je kolem 4 850 K, což odpovídá oranžové barvě typické pro hvězdy spektrální třídy K. Hvězda je stará přibližně 3,2 miliardy let a rotuje pomalu s projekční rotační rychlostí 0,2 km/s. Září přibližně 24 % svítivosti Slunce.
Do roku 2024 byla objevena exoplaneta obíhající kolem této hvězdy. Nejznámější z nich je Gl 656 b, která je považována za plynný obr. Tato exoplaneta obíhá hvězdu ve vzdálenosti umožňující možnou přítomnost tekuté vody na jejích případných měsících, což z ní činí zajímavý objekt pro další studium.